# Paspárek

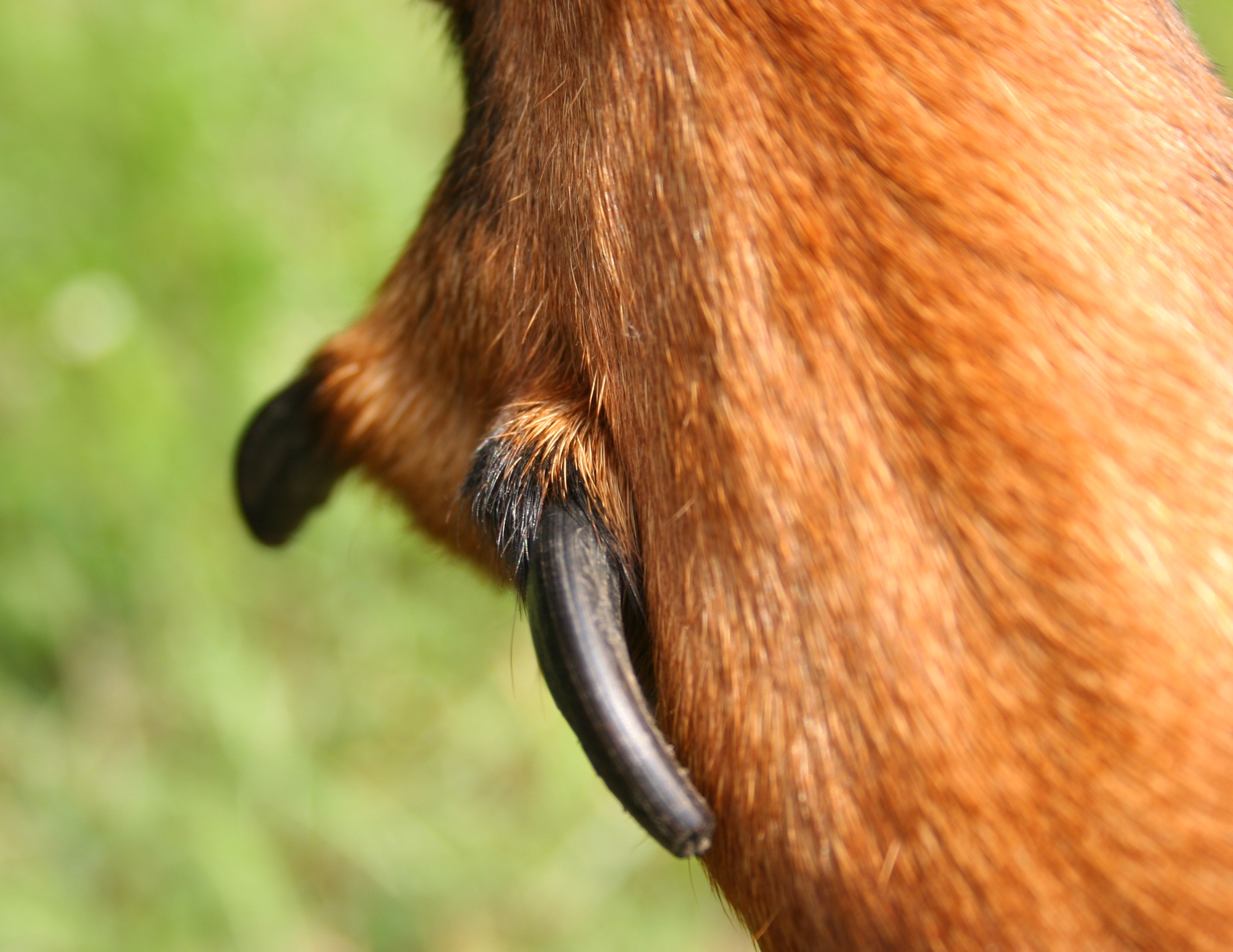
Zdvojený paspárek u beaucerona

Paspárek, též vlčí dráp, je pátý prst na pánevní končetině psa. Většina psů má na pánevních končetinách jen čtyři prsty, paspárek je zcela zakrnělý rudiment. Je-li přítomen, vyrůstá výše na noze a nemá kontakt se zemí.
Paspárek může být různě vyvinutý, v některých případech nemá kostní spojení se zbytkem končetiny, „visí na kůži“, jindy se může jednat o plně vyvinutý pátý prst, vyskytují se také dvojité paspárky.
U francouzských ovčáckých plemen jsou zdvojené paspárky s kostním základem plemenným znakem. Údajně totiž pomáhaly při boji psa s medvědy či vlky a šestiprstý pes se může lépe pohybovat po hřbetech ovcí a překonávat bahnitý terén.
Paspárek však zároveň představuje jisté zdravotní riziko, hrozí totiž zatrhnutí s následným krvácením. Proto se u plemen, u kterých není standardem požadován, ihned po narození štěněte odstraňují.

## Plemena psů, u kterých jsou zdvojené paspárky plemenným znakem
- Beauceron
- Pikardský ovčák
- Briard
- Pyrenejský mastin
- Pyrenejský ovčák